# Allium candargyi
Allium candargyi är en amaryllisväxtart som beskrevs av Karavok. och Dimitrios B. Tzanoudakis. Allium candargyi ingår i släktet lökar, och familjen amaryllisväxter. Inga underarter finns listade i Catalogue of Life.